# Bad Berneck im Fichtelgebirge
Bad Berneck im Fichtelgebirge (ⓘ) (amtlich: Bad Berneck i.Fichtelgebirge) ist eine Stadt im Norden des oberfränkischen Landkreises Bayreuth. Bad Berneck ist seit 1857 ein Kurort, zuerst Molken- und Luftkurort, seit 1930 Kneippkurort und seit 1950 Kneippsches Heilbad.

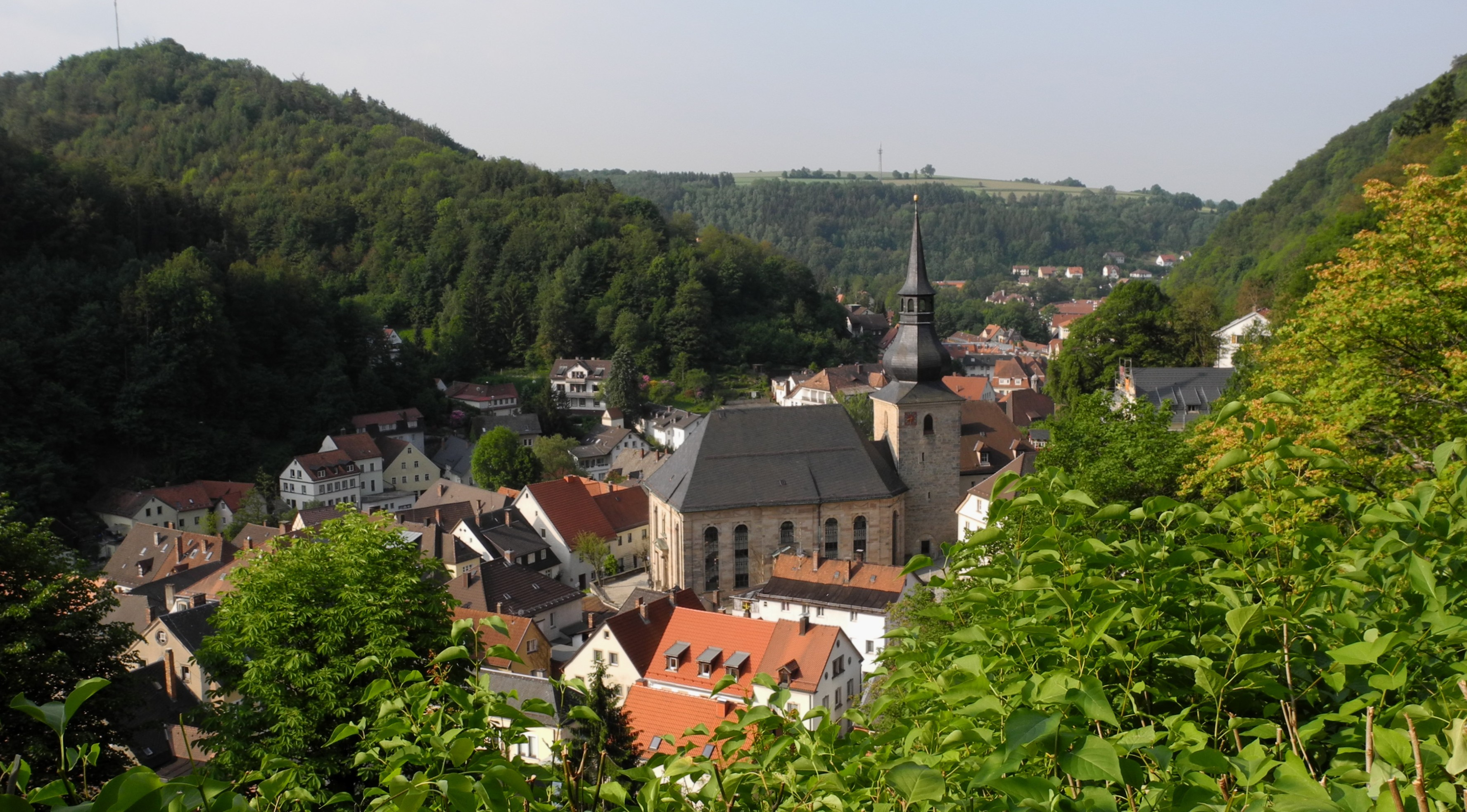
Blick vom Schloßturm auf Bad Berneck mit der Dreifaltigkeitskirche

## Geografie

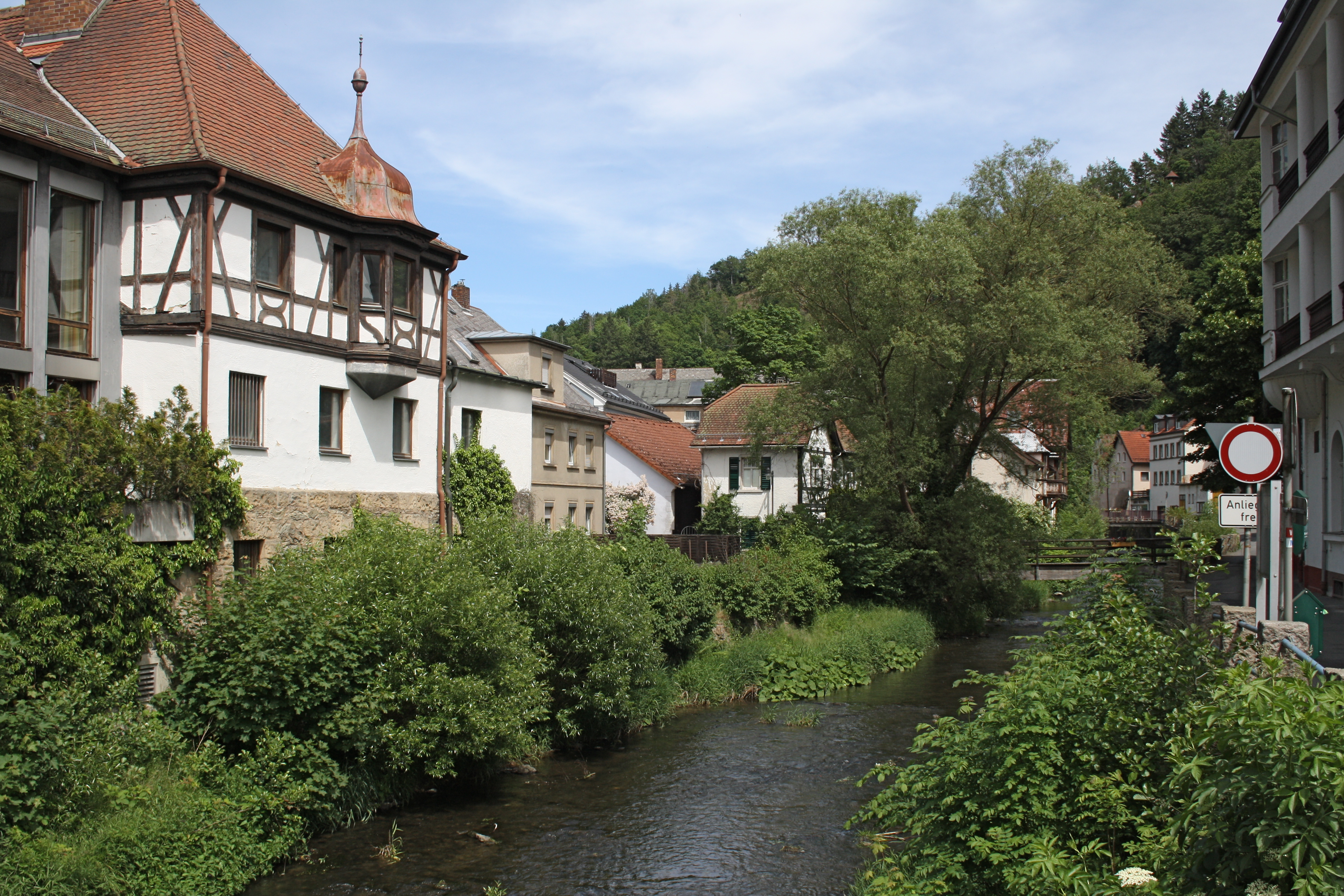
Die Ölschnitz in Bad Berneck

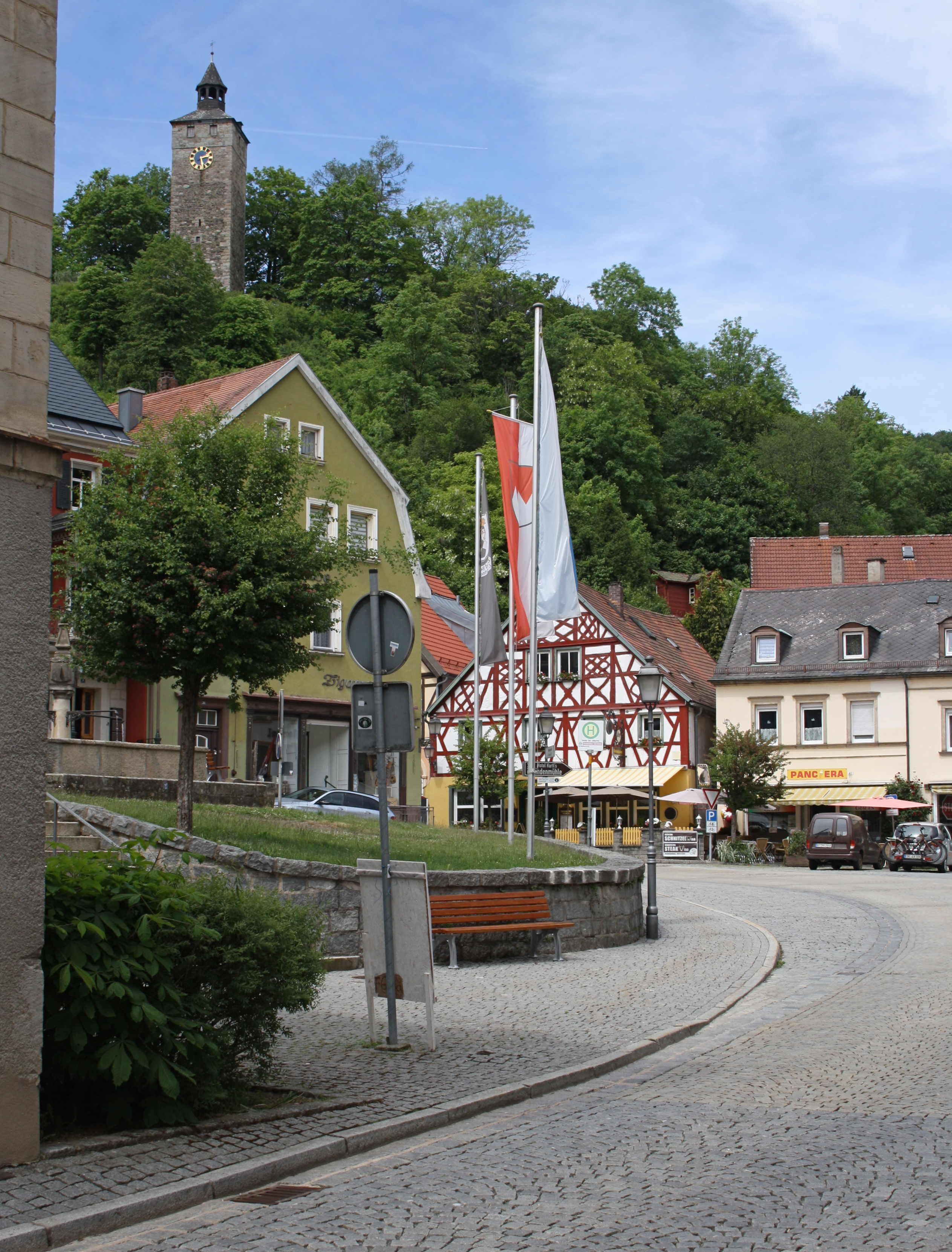
Marktplatz und Turm des Alten Schlosses

### Geografische Lage
Die Stadt liegt am Westrand des Fichtelgebirges, umgeben von sieben bewaldeten Bergen, die sie gegen raue Nord- und Ostwinde schützen, im Tal der Ölschnitz, die unterhalb der Altstadt in den Weißen Main mündet, im Übergang zum weitgeschwungenen Kronachtal und dem sanftwelligen Bayreuther Hügelland. Der Mainberg mit 624 m ü. NHN und der Wolfenberg mit 598 m ü. NHN sind die höchsten Erhebungen im Gemeindegebiet.

### Geologie
Die Gemeinde liegt an der Abzweigung zweier Bruchzonen, der Fränkischen Linie und der Bernecker Störung.
Dort treffen vier sehr unterschiedliche geologische Formationen aufeinander: das fränkische Schichtstufenland mit
Sedimenten aus dem Trias, metamorphe Gesteine der
Münchberger Masse, vulkanische und Sedimentgesteine aus dem Devon
der Berneck-Regnitzlosauer Mulde und die Gesteine des Fichtelgebirges aus dem Ordovizium.
Die anstehenden Pillow-Basalte, auch Diabas genannt, gelten als die mächtigste vulkanische Schicht aus dem Devon in Deutschland. Im Bereich der Münchberger Masse befindet sich auf dem Gemeindegebiet ein inverser, fünffacher Deckenstapel mit metamorphen Gesteinen in ca. drei Kilometern Entfernung, die bei der Entstehung zwischen 3 und 60 Kilometer tief unter der Erdoberfläche lagen.
Geprägt ist die Gemeinde durch die Kerbtäler des oberen Weißen Mains und seiner Zuflüsse. Durch die abwechslungsreiche Geologie wurden bis in die Mitte des 19. Jahrhunderts in bis zu 40 kleineren Bergwerken Gold, Silber, Kupfer, Blei, Eisen und Alaunschiefer gefördert. Das Bergwerk Beständiges Glück war wahrscheinlich mit über 350 Jahren im Fichtelgebirge am längsten durchgängig in Betrieb. Heute werden in zwei großen Steinbrüchen Schotter und andere technische Steine aus Diabas und Phyllit gewonnen.

### Geotope
- Straßenabschnitt Königsstuhl in Bad Berneck (Geotop-Nummer 472A001)
- Sägewerksprofil Hohenknoden (Geotop-Nummer 472A002)
- Ehemaliger Steinbruch Hohenknoden-Entenhügel (Geotop-Nummer 472A005)
- Felsenkeller Bad Berneck (Geotop-Nummer 472A018)

### Klima
Bad Berneck befindet sich im Übergang vom Mittelgebirgstyp zum kontinentalen Typ der Klimazonen. Die geschützte Lage der Stadt mildert Klimaextreme.
|                       | Jan | Feb | Mär | Apr | Mai | Jun | Jul | Aug | Sep | Okt | Nov | Dez |   |      |
| Mittl. Tagesmax. (°C) | 2   | 4   | 9   | 14  | 19  | 22  | 24  | 23  | 20  | 13  | 8   | 3   | ⌀ | 13,5 |
| Mittl. Tagesmin. (°C) | −4  | −3  | 0   | 3   | 7   | 12  | 11  | 12  | 9   | 5   | 1   | −2  | ⌀ | 4,3  |
|                       |     |     |     |     |     |     |     |     |     |     |     |     |   |      |
| Sonnenstunden (h/d)   | 2   | 3   | 4   | 6   | 7   | 7   | 8   | 7   | 6   | 4   | 1   | 1   | ⌀ | 4,7  |
|                       |     |     |     |     |     |     |     |     |     |     |     |     |   |      |
| Regentage (d)         | 10  | 9   | 9   | 10  | 11  | 11  | 10  | 9   | 8   | 7   | 10  | 10  | Σ | 114  |

| −4 |

| −3 |

| 0 |

| 3 |

| 7 |

| 12 |

| 11 |

| 12 |

| 9 |

| 5 |

| 1 |

| −2 |

| −4 |

| −3 |

| 0 |

| 3 |

| 7 |

| 12 |

| 11 |

| 12 |

| 9 |

| 5 |

| 1 |

| −2 |

### Nachbargemeinden
Nachbargemeinden (im Uhrzeigersinn) sind die Stadt Gefrees, die Stadt Goldkronach, Bindlach, Harsdorf, Himmelkron und Marktschorgast. Die kreisfreie Stadt Bayreuth ist etwa 13 km von Bad Berneck entfernt.

### Gemeindegliederung
Bad Berneck hat 38 Gemeindeteile (in Klammern ist der Siedlungstyp angegeben):
- Bad Berneck (Hauptort)
- Bärnreuth (Dorf)
- Birkenhof (Weiler)
- Brandleithen (Einöde)
- Bruckmühle (Einöde)
- Degmann (Einöde)
- Doebitsch (Einöde)
- Eichberg (Weiler)
- Escherlich (Dorf)
- Falkenhaus (Schloss)
- Föllmar (Dorf)
- Föllmarsberg (Einöde)
- Fornenmühle (Einöde)
- Frankenhammer (Weiler)
- Gesees (Dorf)
- Goldmühl (Dorf)
- Gothendorf (Weiler)
- Heinersreuth (Dorf)
- Hinterröhrenhof (Weiler)
- Hohenknoden (Dorf)
- Jägersruh (Einöde)
- Juliusthal (Weiler)
- Kolbenhof (Einöde)
- Köslar (Weiler)
- Kutschenrangen (Einöde)
- Mainleithen (Weiler)
- Micheldorf (Weiler)
- Mooshof (Einöde)
- Nenntmannsreuth (Dorf)
- Neudorf (Dorf)
- Neuhaus (Einöde)
- Rimlas (Weiler)
- Rödlasberg (Einöde)
- Schmelz (Dorf)
- Steinbühl (Einöde)
- Vorderröhrenhof (Dorf)
- Warmeleithen (Einöde)
- Wasserknoden (Dorf)

Die Orte Binning, Blumenau, Gertrudslust, Haselleithen und Ziegelhütte zählen zum Gemeindeteil Bad Berneck. Haselleithen ist mittlerweile zur Wüstung geworden.
Es gibt auf dem Gemeindegebiet die Gemarkungen Bad Berneck, Bärnreuth, Escherlich, Goldkronacher Forst (Gemarkungsteil 0), Goldmühl, Nenntmannsreuth, Neudorf, Rimlas und Wasserknoden. Die Gemarkung Bad Berneck hat eine Fläche von 7,983 km². Sie ist in 2393 Flurstücke aufgeteilt, die eine durchschnittliche Flurstücksfläche von 3336,12 m² haben. In ihr liegen neben dem namensgebenden Ort die Gemeindeteile Frankenhammer, Kutschenrangen, Rödlasberg und Warmeleithen.
Das Weißmainkraftwerk war als 5300 Quadratmeter große Exklave der ehemaligen Gemeinde Escherlich, Gemeindeteil Hinterröhrenhof, umgeben vom ehemals gemeindefreien Gebiet Goldkronacher Forst, mit Straßenadresse Weißmainkraftwerk 1. Die Exklaveneigenschaft entfiel ab 1. Januar 2019, als das gemeindefreie Gebiet aufgelöst und der Westteil in die Stadt Bad Berneck eingegliedert wurde. Die Exklave bildete die Gemarkung Goldkronacher Forst innerhalb des Stadtgebiets, gehörte also nicht zur Gemarkung Escherlich.

## Geschichte

### Vorgeschichte
Die Vorgeschichte ist im Bereich der Stadt kaum belegt. Lediglich bei Neudorf/Nenntmannsreuth wurde ein verzierter früh-latènezeitlicher Gürtelhaken gefunden, der sich im Berliner Museum für Vor- und Frühgeschichte befindet.

### Mittelalter

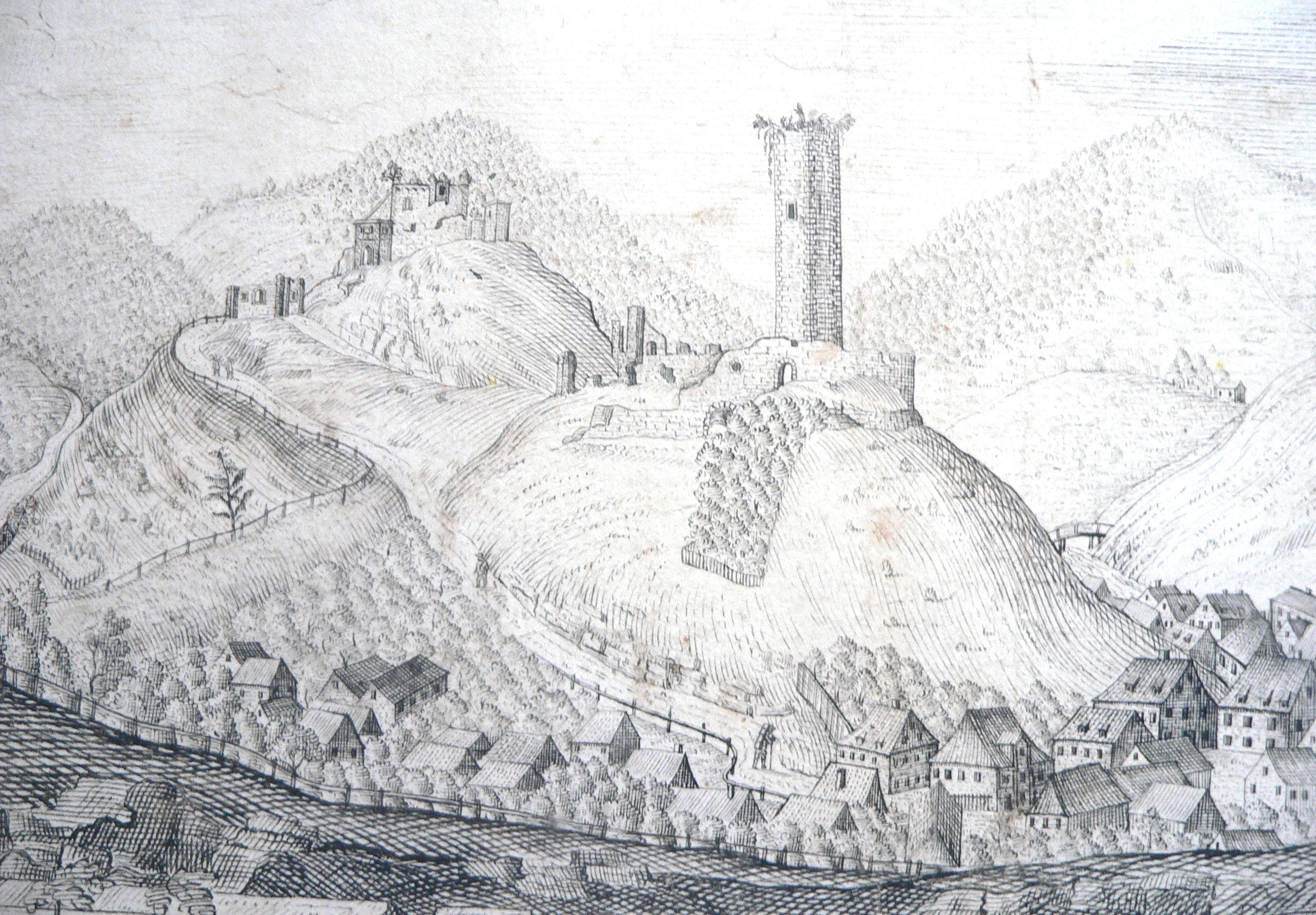
Die älteste Stadtansicht von 1767 mit dem Alten Schloss, der Hohenberneck und der Marienkapelle

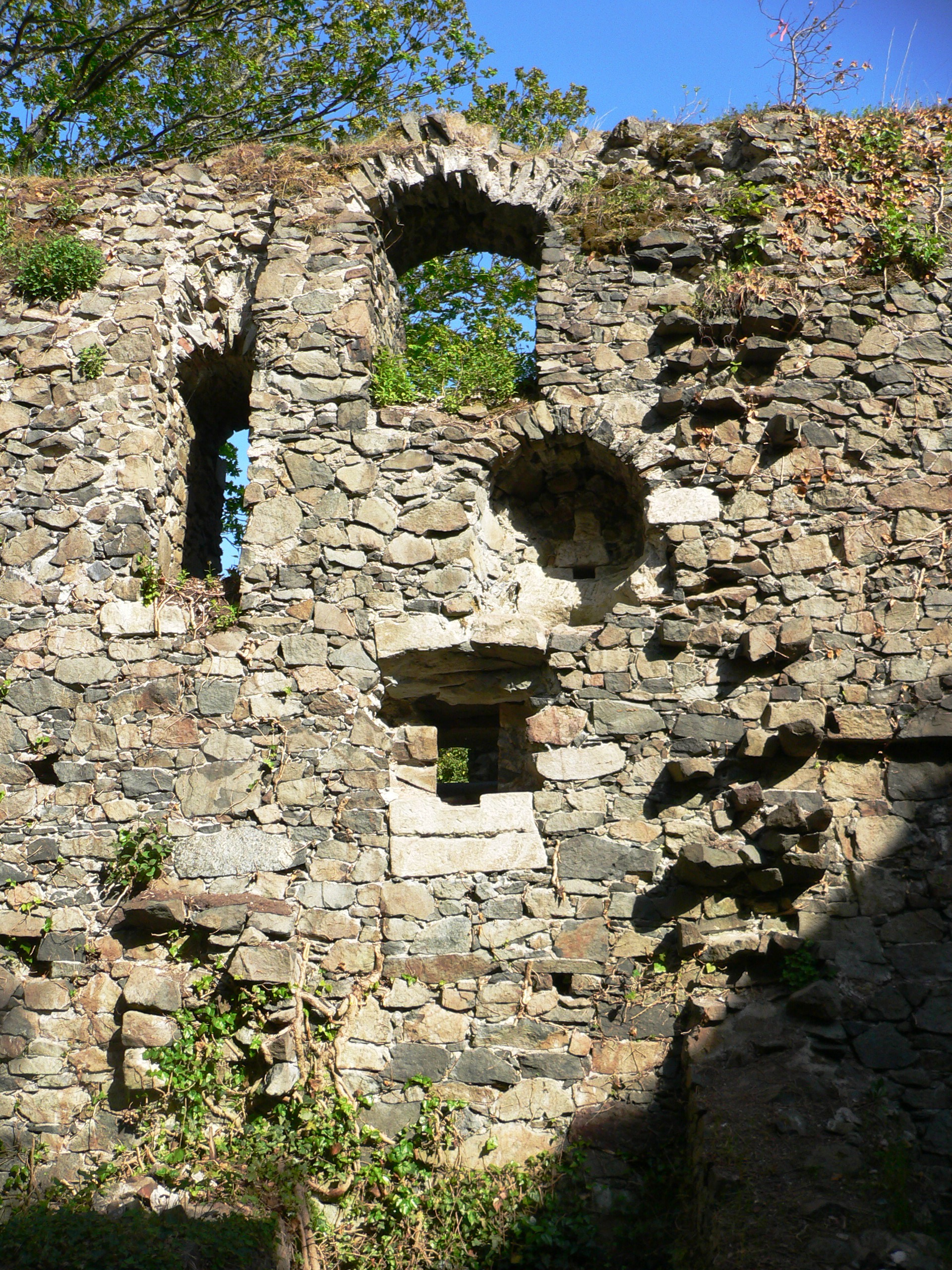
Palas der Burgruine Hohenberneck

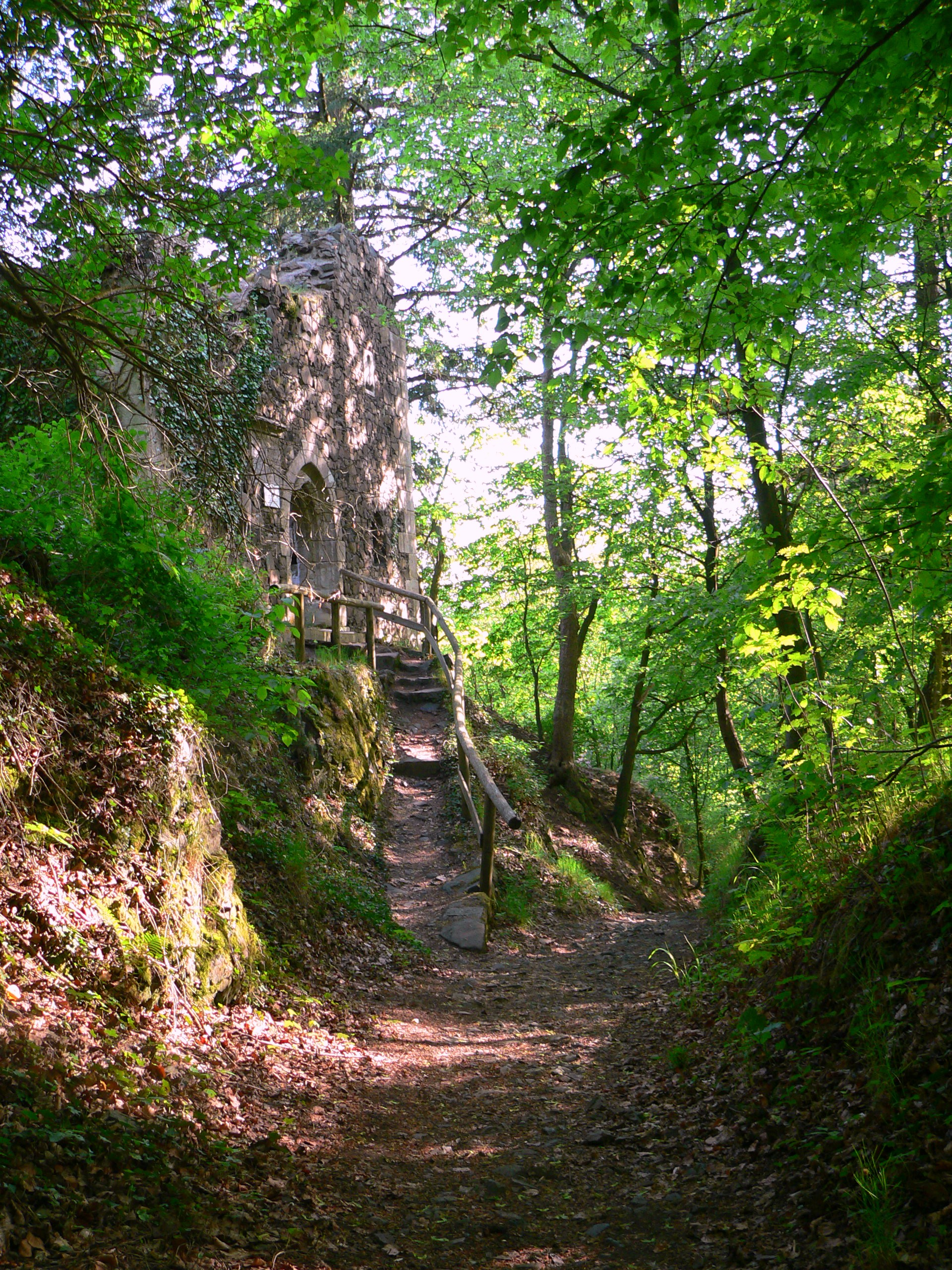
Marienkapelle, unterhalb die alte Trasse der via imperii

Die Entstehung, die Siedlungslage und die hohe Burgendichte von Bad Berneck sind durch seine strategische Lage verständlich. Bad Berneck befand sich schon in frühester Zeit in einer Grenzlage in mehrfachem Sinne: Politisch an der Gaugrenze zwischen Radenz- und Nordgau, kirchlich an der Bistumsgrenze zwischen Regensburg und Würzburg, nach der Gründung des Bistums Bamberg 1007 an dessen Grenze. Gelegen an der Fränkischen Linie, die das siedlungsgünstige Obermainische Bruchschollenland vom Hohen Fichtelgebirge scheidet, war das Ortsgebiet für lange Zeit auch die Grenze des fränkischen Siedlungslandes. Berneck lag aber auch an der vermutlich schon zu karolingischen Zeiten bestehenden, bedeutenden Reichs- und Handelsstraße via imperii, die Rom mit der Ostsee verband. Vor dem Jahr 1000 dürfte die Gründung der heutigen Gemeindeteile Gothendorf und Micheldorf mit der Endung -dorf liegen. Mit dem Würzburger Altzehnt belegt und damit ebenfalls vor 1000 zu datieren sind die Gemeindeteile Bärnreuth, Gesees und Binning. Der letztgenannte Ort lag am Zusammenfluss der Ölschnitz und des Weißen Mains. Es ist anzunehmen, dass die Abschnittsbefestigung auf der Hohen Warte die Handelsstraße Via Imperii sicherte.
Als erste Herrschaftsträger sind die Walpoten zu nennen, die wahrscheinlich Anfang des 11. Jahrhunderts die Turmburg Alt-Berneck errichteten. Zu dieser Burg gehörte eine Siedlung, die durch die Flurlage Alt-Berneck erkennbar wird (gelegen auf der Höhe oberhalb der Turmburg gegen Bärnreuth). Mitte des 12. Jahrhunderts wurden Burg und Siedlung von der ursprünglichen Lage bei Bärnreuth an den Zusammenfluss der Ölschnitz mit dem Knodenbach verlegt, der heutigen Ortslage von Bad Berneck. Auf dem über dem Ort gelegenen Bauplatz dieser Burg steht heute die im Spätmittelalter errichtete Burgruine Hohenberneck. Nach dem Walpotenburg genannten Vorgängerbau benannte sich 1168 Ulrich II. Walpoto, dies ist auch die Erstnennung von Berneck. Die zweite Nennung erfolgte 1177, als Ulrich die von ihm widerrechtlich auf kirchlichem Grund errichtete Burg von dem Bischof Otto II, einem Andechs-Meranier, zu Lehen nehmen musste. Die Befestigung auf der Zottaschen wird ebenfalls auf diesen Zeitraum datiert.
1203 benannte sich mit Ulrich III. der letzte Walpote nach Berneck. Da sich 1248 eine weitere Burg (das Alte Schloss) und der Ort in der Erbmasse der Andechs-Meranier befand, muss zwischen diesen Jahren sowohl der Besitzübergang von den Walpoten zu den Andechs-Meraniern als auch der Burgenbau stattgefunden haben. Nach langen Erbstreitigkeiten, die erst 1260 durch den Langenstadter Vertrag beendet wurden, war  Berneck – Ort und Burg – im Besitz der Grafen von Orlamünde. Die alte Walpotenburg war zu jener Zeit bereits abgegangen.
Durch Erbfall und Kauf erwarben 1340 und 1341 die Burggrafen von Nürnberg, die späteren Markgrafen von Bayreuth, Ort und Burg. Unter diesen erlebte Berneck einen weiteren Aufschwung. Der erste Nachweis der Stadtrechtsverleihung stammt vom 18. November 1357, die Stadterhebung erfolgte zwischen 1350 und 1357. Im Zusammenhang damit ist auch die Gründung der Pfarrei Berneck 1365 zu sehen. Zu dieser Pfarrstelle wurden die heutigen Ortsteile Bärnreuth, Micheldorf, Hohenknoden, Rimlas und Heinersreuth gezogen. An die Stelle der Nikolauskapelle trat ein Kirchenbau. Im Jahre 1375 brannte Berneck fast gänzlich ab, 1431 hatte es unter den Hussiteneinfällen durch Prokop Rasa und 1462 und 1467 unter Pestjahren zu leiden.
Unter den Markgrafen konnten die von Wallenrode eine kleine Herrschaft aufbauen. Sie sind 1397 als Amtmänner im Alten Schloss nachgewiesen. 1478 wurde Veit von Wallenrode mit dem Burgstall der Walpotenburg belehnt unter der Auflage, dort eine neue Burg zu errichten. Diese Burg, Neuwallenrode genannt, wurde 1501 an die Markgrafen verkauft, die sie in Hohenberneck umbenannten und 1553 wiederum die von Wallenrode mit dieser Burg belehnten. Zeitgleich mit der Burg erbaute Veit von Wallenrode auch die wehrhafte Marienkapelle, von der damals, einem in Jerusalem geleisteten Gelöbnis entsprechend, ein Kreuzweg bis ins Tal des Weißen Mains führte. Im gleichen Jahr begann in der Eisenleite der Abbau von Eisenerz. 1495 hatte die Stadt 204 Einwohner in 76 Haushaltungen. Die Reformation wurde 1528 eingeführt.

### Neuzeit
Mitten im Dreißigjährigen Krieg brannte der Ort 1632 erneut nieder. Das Gleiche geschah am 13. Mai 1692, nur fünf Häuser und eine Mühle blieben verschont.
Auf Befehl des Bayreuther Markgrafen Georg Wilhelm wurden im Jahr 1724 siebzehn Zigeunerinnen gehängt, da sie den Aufenthaltsort ihrer Männer nicht preisgeben konnten oder wollten. Die älteste der Frauen war 97, das jüngste Mädchen 15 Jahre alt, mindestens eine von ihnen war schwanger. Ihre Hinrichtung erfolgte durch markgräfliche Beamte, sie wurden unter der Zigeunereiche begraben. Die Überlebenden jagte man über die Grenze. In der Blumenau erinnert die Zigeunerbrücke an diesen Vorfall.
Markgraf Georg Friedrich Carl ließ 1732 in der Ölschnitz Perlmuscheln einsetzen, wohl um die Staatsfinanzen aufzubessern. Im Jahr 1751 war die Stadt in der glücklichen Lage, ihren wertvollsten Besitz, die sieben Berge, käuflich zu erwerben. Nach dem Verzicht des letzten Markgrafen Karl Alexander auf die Fürstentümer Ansbach und Bayreuth am 2. Dezember 1791 wurden dessen Gebiete preußische Provinz. Die Herrschaft der Hohenzollern über das Fürstentum Kulmbach-Bayreuth endete im Herbst 1806 nach der Niederlage Preußens gegen das napoleonische Frankreich.

Neue Kolonnade im Kurpark (frühes 20. Jahrhundert)

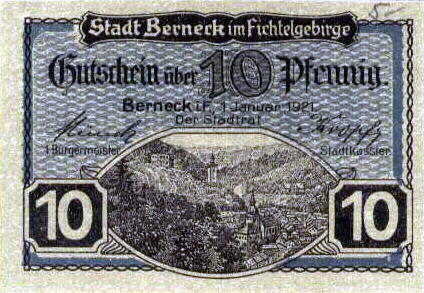
Notgeld von 1921: Gutschein über 10 Pfennig

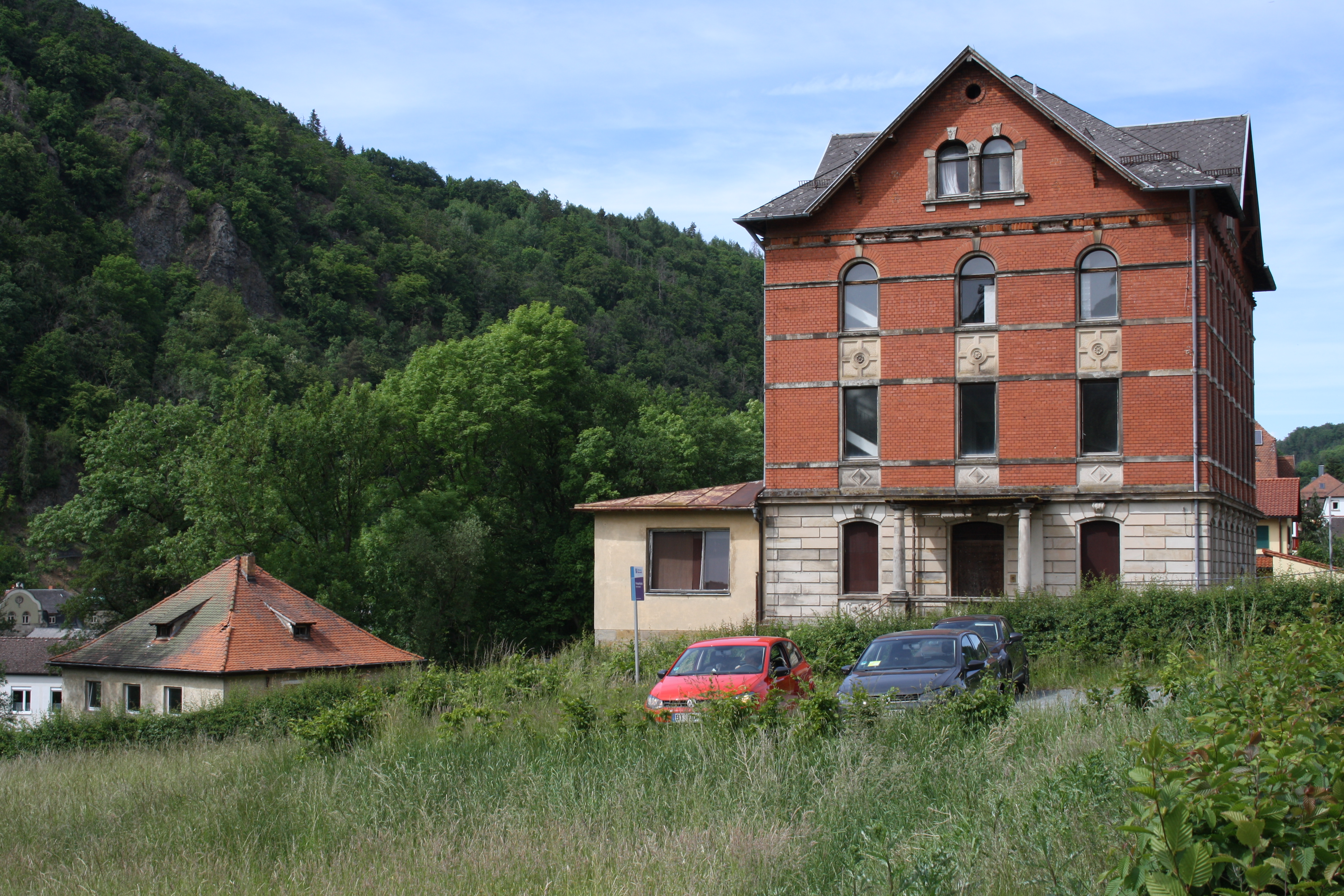
Ehemaliges Krankenhaus an der Maintalstraße

In den Koalitionskriegen von 1796 bis 1815 musste die Kleinstadt mehrmals Kontributionen leisten und Einquartierungen erdulden. 1806 weilte Blücher in Berneck. Ihm zu Ehren wurde im Eisen-Bergwerk Bergmanns Glück ein Fest abgehalten und diese Stätte Blüchersruhe genannt. Das ehemalige Amt des seit 1792 preußischen Fürstentums Bayreuth lag ab 1500 im Fränkischen Reichskreis, es fiel im Frieden von Tilsit 1807 als Pays réservé an Frankreich. Am 30. Juni 1810 übergab die französische Armee das ehemalige Fürstentum an das mittlerweile zum Königreich aufgestiegene Bayern, das es für 15 Millionen Franc von Napoleon Bonaparte gekauft hatte.
Um 1830 kam der erste Kurbetrieb (Molkenkur) auf, seit 1857 ist Berneck anerkannter Kurort. Dem ehemaligen Stoff-Fabrikanten Wilhelm Rother (1813–1898), einem der ersten Kurgäste und Wohltäter der Stadt, ist der Bau der Neuen Kolonnade (1899) ebenso wie Bernecks Aufstieg zum bedeutenden Kurort zu verdanken. Im Jahr 1861 verlegte der gebürtige Rothenthaler seinen Wohnsitz in die Stadt, erwarb das Gelände des vormaligen Bergwerks Beständiges Glück und legte dort den Dendrologischen Garten an. Auch das Kurhaus und die Stadtgärtnerei gehen auf sein Wirken zurück.
In Bayern war der Ort zunächst Sitz eines Landgerichts, später eines Bezirksamts. Das Gebiet des Bezirksamtes wurde den benachbarten Bezirksämtern Bayreuth, Kulmbach und Münchberg angegliedert. Der Großteil des Amtsgebietes fiel an das Bezirksamt Bayreuth. Am 28. Dezember 1896 wurde die Bahnstrecke Neuenmarkt–Berneck eröffnet. An den Pfingstfeiertagen 1986 befuhr letztmals ein Triebwagenzug mit mehreren Personenwagen die Strecke.
Seit 1928 wird am Berg Zottasche und am Schafberg das vulkanische Gestein Diabas abgebaut. Jährlich verlassen rund 85.000 Tonnen den Steinbruch vor allem für Straßen-, Eisenbahnbau und Gartensteine. Am 1. Oktober 1929 wurde das Bezirksamt Berneck aufgelöst. In den 1930ern übernachtete zu den Festspielen in Bayreuth Adolf Hitler mehrmals im damals mondänen Hotel Bube.
Als Pension „Berg“ wurde im Jahr 1900 an der Maintalstraße ein imposanter Backsteinbau errichtet. Nach der endgültigen Abtretung Südtirols Mai 1939 im Stahlpakt an Italien durch Hitler wurden Südtiroler Umsiedler in dem Gebäude einquartiert. 1945 übernahm es der Landkreis Bayreuth und richtete dort ein Krankenhaus ein. Im April 1964 kaufte die Stadt Bad Berneck das Haus und vermietete es im Dezember 1965 für zwei Jahre an die Bundeswehr. Danach wurde es an eine Berliner Familie verpachtet, die dort bis 1990 erneut eine Pension betrieb. Mit der Aktennummer D-4-72-116-65 steht das Gebäude mittlerweile unter Denkmalschutz.

### Gegenwart
Infolge von staatlichen Zentralisierungsmaßnahmen verlor die Stadt mehrere öffentliche Einrichtungen: 1961 wurden die Landpolizei-Station, das Kreis- und Bezirkskrankenhaus und 1969 die letzte Behörde des früheren Bezirks Berneck, das Amtsgericht, aufgelöst.
Die Stadt wurde 1973 Unterzentrum. Im Oktober 1990 wurde der erste Recyclinghof des Landkreises Bayreuth in Bad Berneck eröffnet. Am Ostersonntag 1991 konnte nach monatelangen Restaurierungs- und Sanierungsarbeiten das Gotteshaus am Kirchenring, ein Schmuckstück der Altstadt, wieder geweiht werden. In der Blumenau ab der Zigeunerbrücke westwärts wird eines der größten Biotope in Oberfranken geschaffen. Auf der ehemaligen Bahntrasse von Röhrenhof nach Bischofsgrün wurde ein Rad- und Wanderweg eingerichtet. Im August 1998 wurde nach Abriss des alten Bahnhofsgebäudes die neue Ortsdurchfahrt der Bundesstraße 303 eröffnet und im September 2001 die mit 7,3 Millionen Mark generalsanierte Sebastian-Kneipp-Volksschule eingeweiht. Im Februar 2007 wurde eine Bürgerinitiative für die Eindämmung des Verkehrsaufkommens im Schwerlastbereich, insbesondere auf der B 303, gegründet. Im April 2008 diente die Kulisse der Rotherstraße als Drehort für die Rosenmüller-Verfilmung Die Perlmutterfarbe. Im Verbund Nordic Parc Fichtelgebirge wurden insgesamt sieben Nordic-Walking-Strecken im Bereich Bad Berneck konzipiert und ausgeschildert; über 150 Richtungsschilder weisen den Weg.
Seit 1930 wurden Kneippkuren durchgeführt; die Anerkennung als Bad kam am 30. November 1950. Es folgte eine Blütezeit als mondäner Kurort, Gäste für Kneipp- und Molkekuren kamen bis aus den arabischen Ländern. Infolge der verschiedenen Gesundheitsreformen und eines veränderten Reiseverhaltens ging der Betrieb ab Ende der 1980er-Jahre stetig zurück, mit der Schließung des Siemens-Kurheims 2004 gab es schließlich keine Einrichtung für stationäre Kuren mehr, dafür wurden durch die Stadtverwaltung mit dem Kurmittelhaus und die ortsansässigen Vermieter erste Konzepte umgesetzt, um die Stadt für ambulante Kurgäste und Selbstzahler wieder zu einem attraktiven Reiseziel zu machen.
Heute spezialisiert sich Bad Berneck mit seinem Kur- und Gesundheitsangebot auf den Bereich der Prävention.

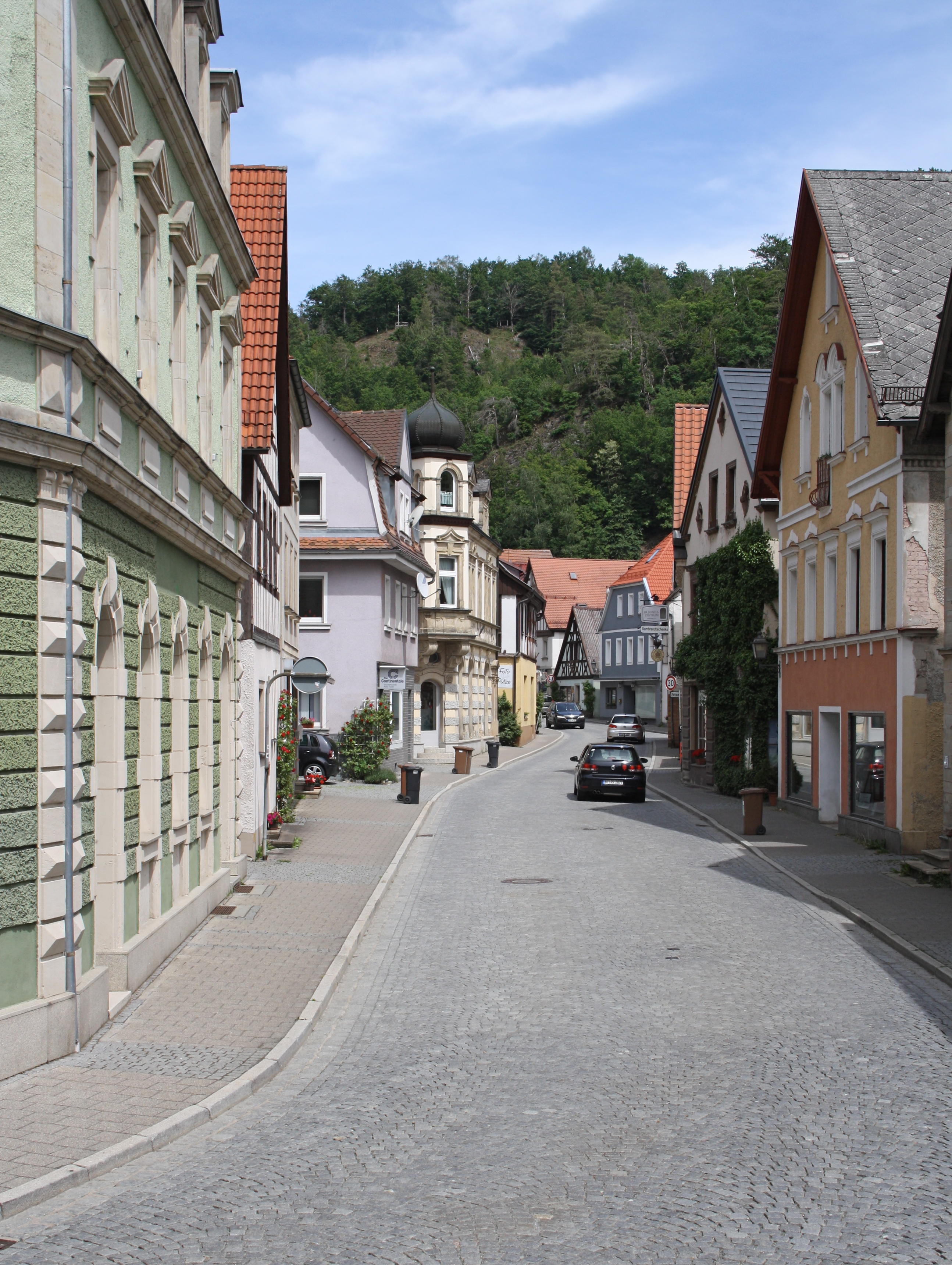
Rotherstraße im Ortskern
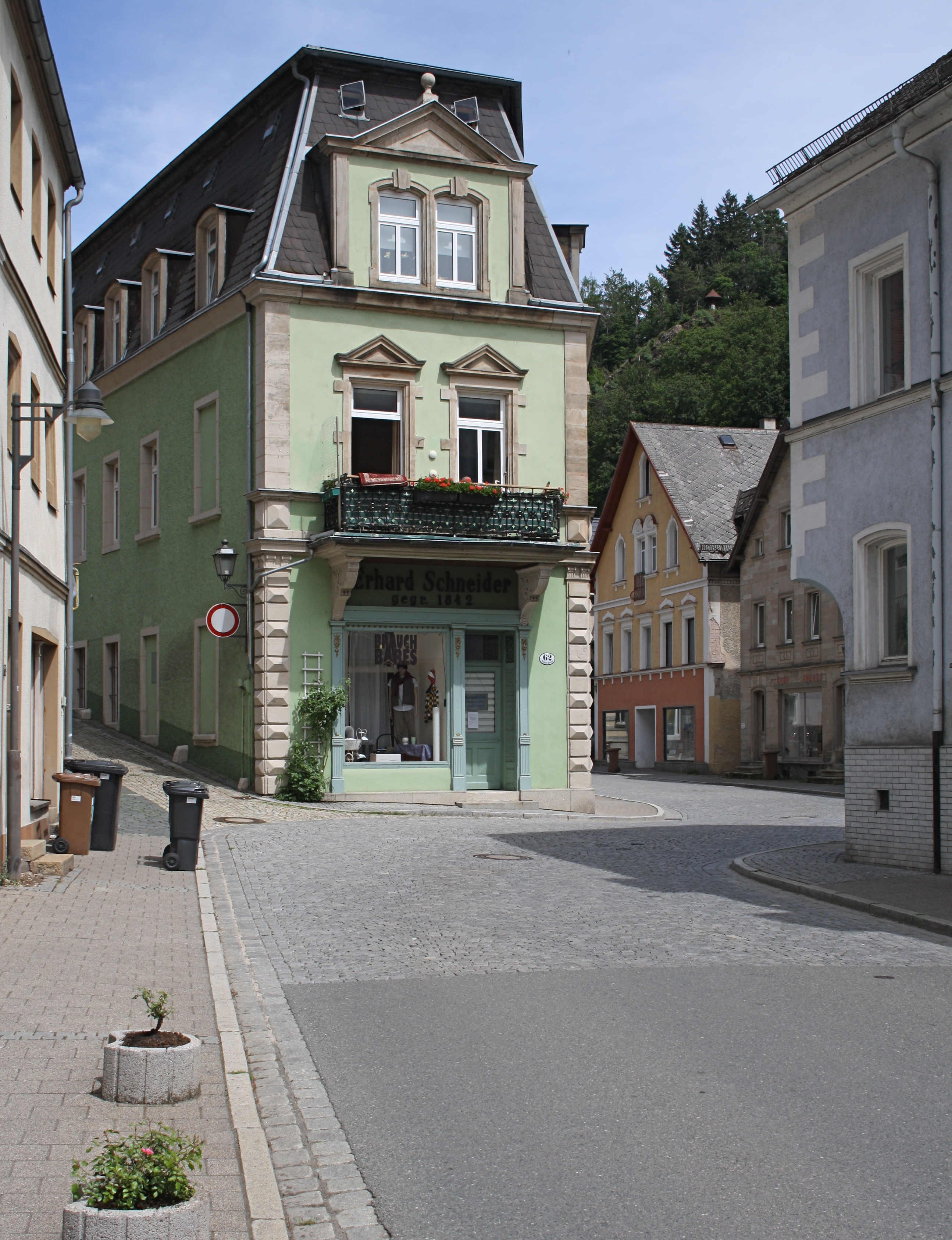
Engstelle der ehemaligen Bundesstraße 2 am Abzweig des Kirchenrings
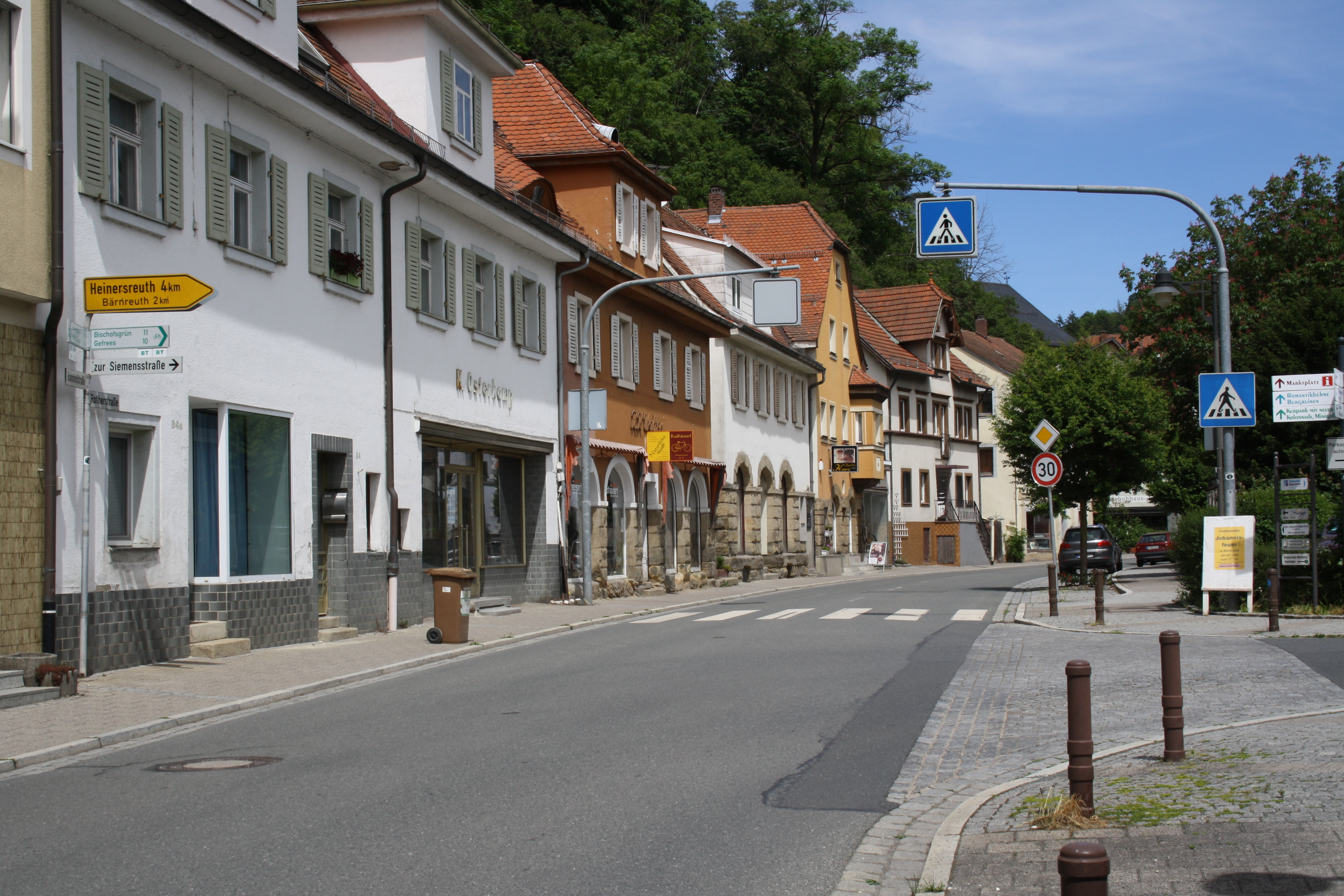
Innenstadt in Höhe des Kurhauses
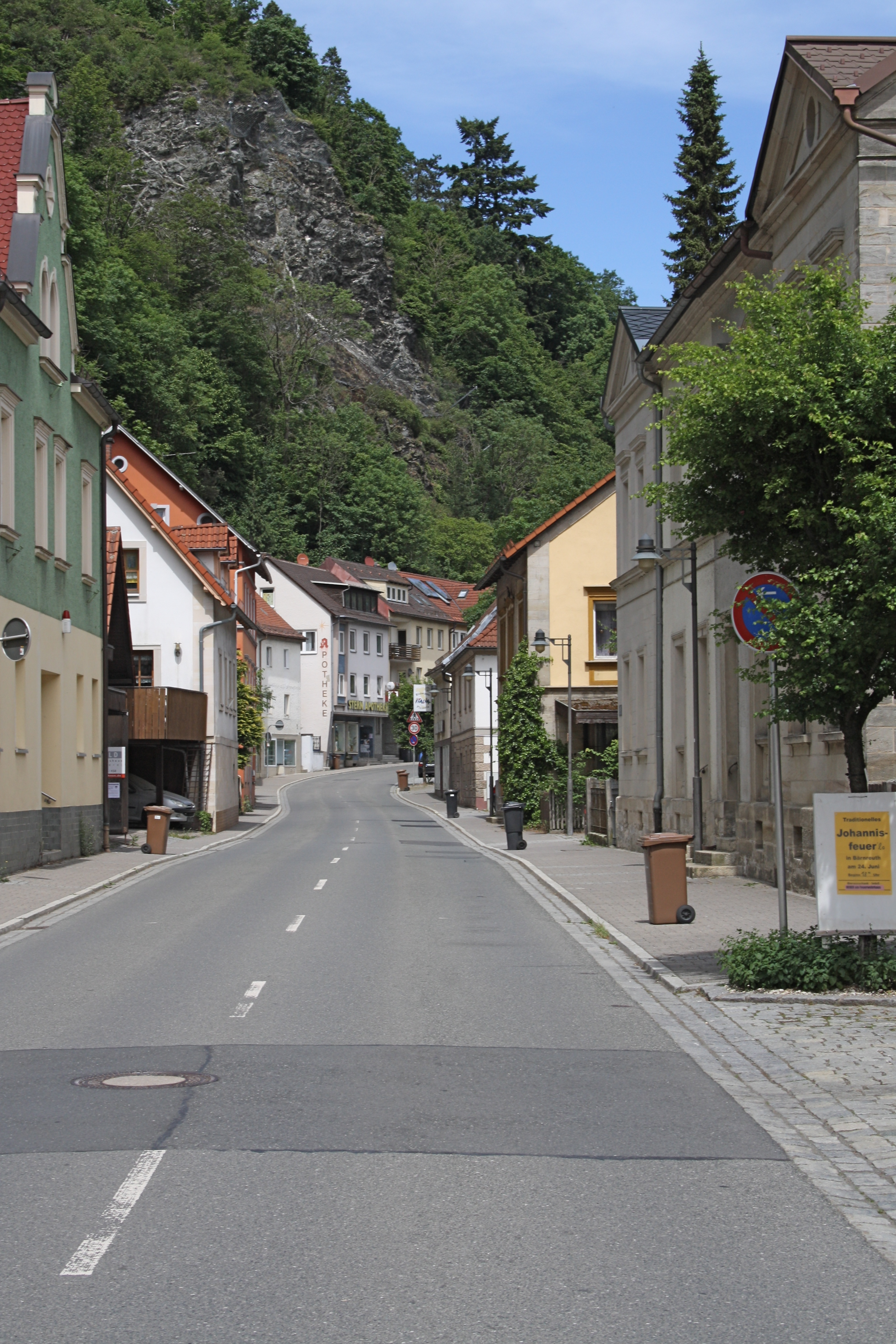
Bahnhofstraße

### Verwaltungsgeschichte
Zur Stadt Berneck gehörte Blumenau. Zur Realgemeinde Berneck gehörten Kutschenrangen, Rödlasberg, Schwärzhof, Streit, Streitmühle und Warmeleithen. Gegen Ende des 18. Jahrhunderts bestand Berneck aus 151 Anwesen. Die Hochgerichtsbarkeit stand dem bayreuthischen Stadtvogteiamt Berneck zu. Grundherren waren
- der Rat Berneck: Rathaus, Schulhaus, Fronveste, Hospital, 1 Hirtenhaus, 1 Bräuhaus, 96 Wohnhäuser, 37 halbe Wohnhäuser, 3 Zweidrittelhäuser, 3 Drittelhäuser, 1 Wohnhaus mit Pottaschhütte, 1 Alaunhütte, 1 Mulzhaus, 1 Eisendrahthammerwerk, 1 Wohnhaus mit Ziegelhütte;
- das Kastenamt Gefrees: 1 Mahl- und Schneidmühle, 1 Mühle mit Gütlein;
- die Hofkanzlei Bayreuth: 1 Mühle, 1 Haus.[25]

Von 1797 bis 1810 unterstand Berneck dem Justiz- und Kammeramt Gefrees. Mit dem Gemeindeedikt wurde 1812 der Steuerdistrikt Berneck gebildet. Zu diesem gehörten Bärnreuth, Binning, Blumenau, Frankenhammer, Gothendorf, Hämmerlas, Haselleithen, Heinersreuth, Hinterröhrenhof, Hohenknoden, Juliusthal, Köslar, Kutschenrangen, Micheldorf, Rödlasberg, Vorderröhrenhof, Warmeleithen und Ziegelhütte. Zugleich entstand die Munizipalgemeinde Berneck, zu der Binning, Blumenau, Frankenhammer, Haselleithen, Kutschenrangen, Rödlasberg, Warmeleithen und Ziegelhütte gehörten. Sie war in Verwaltung und Gerichtsbarkeit dem Landgericht Gefrees zugeordnet und in der Finanzverwaltung dem Rentamt Gefrees. 1840 wurde die Gemeinde Berneck an das Landgericht Berneck und an das Rentamt Marktschorgast überwiesen (1919 in Finanzamt Marktschorgast umbenannt). Ab 1862 gehörte Berneck zum Bezirksamt Berneck. Die Gerichtsbarkeit blieb beim Landgericht Berneck (1879 in Amtsgericht Berneck umgewandelt). 1929 wurde die Gemeinde schließlich an das Bezirksamt Bayreuth (1939 in Landkreis Bayreuth umbenannt) und das Finanzamt Bayreuth abgegeben. 1964 hatte die Gemeinde eine Fläche von 8,064 km².

### Eingemeindungen
| Gemeinde         | Fläche ha | Einwohner (1970) | Datum Eingemeindung | Zugehörige Gemeindeteile |
| ---------------- | --------- | ---------------- | ------------------- | --- |
| Bad Berneck i.F. | 806,38    | 4027             | 17.05.1818          | Frankenhammer, Kutschenrangen, Rödlasberg, Warmeleithen                                                                                 |
| Bärnreuth        | 544,50    | 218              | 01.01.1971          | Heinersreuth |
| Escherlich       | 300,46    | 978              | 01.05.1978          | Brandleithen, Bruckmühle, Degmann, Föllmar, Föllmarsberg, Fornenmühle, Hinterröhrenhof, Juliusthal, Schmelz, Steinbühl, Vorderröhrenhof |
| Goldmühl         | 37,09     | 240              | 01.01.1978          | Mainleithen |
| Neudorf          | 583,98    | 220              | 01.04.1972          | Birkenhof, Eichberg, Falkenhaus, Gesees, Nenntmannsreuth                                                                                |
| Rimlas           | 711,43    | 172              | 01.01.1978          | Gothendorf, Hohenknoden, Köslar, Micheldorf                                                                                             |
| Wasserknoden     | 326,56    | 264              | 01.07.1972          | Jägersruh, Kolbenhof, Mooshof, Neuhaus                                                                                                  |
| Gesamtstadt      | 3310,40   | 6119             |                     | 7 Gemeindehauptorte, 32 weitere Gemeindeteile                                                                                           |

Am 1. Januar 2019 wurde das gemeindefreie Gebiet Goldkronacher Forst aufgelöst. 469,33 Hektar oder 26,0 Prozent der Fläche des unbewohnten Gebiets in dessen Westteil wurden in die Stadt Bad Berneck im Fichtelgebirge eingegliedert.

### Einwohnerentwicklung
Im Zeitraum von 1988 bis 2018 sank die Einwohnerzahl von 4896 auf 4371 um 525 bzw. um 10,7 %. Ein Höchststand wurde am 31. Dezember 1992 mit 5311 Einwohnern erreicht.
Gemeinde Bad Berneck i.Fichtelgebirge
| Jahr      | 1818   | 1840   | 1852   | 1861   | 1867   | 1871   | 1875   | 1880   | 1885   | 1890   | 1895   | 1900   | 1905   | 1910   | 1919   | 1925   | 1933   | 1939   | 1946   | 1950   | 1961   | 1970   | 1987   | 2007   | 2010   | 2015   | 2021   |
| Einwohner | 1148   | 1272   | 1276   | 1228   | 1294   | 1355   | 1471   | 1482   | 1423   | 1410   | 1344   | 1468   | 1715   | 1948   | 2003   | 2215   | 2310   | 2401   | 3449   | 3623   | 3255   | 3411   | 4630   | 4620   | 4546   | 4257   | 4418   |
| Häuser    | 141    |        |        |        |        | 168    |        |        | 184    | 187    |        | 204    |        |        |        | 274    |        |        |        | 376    | 486    |        | 1096   |        |        | 1191   | 1205   |
| Quelle    | [ 26 ] | [ 32 ] | [ 32 ] | [ 33 ] | [ 34 ] | [ 35 ] | [ 36 ] | [ 37 ] | [ 38 ] | [ 39 ] | [ 32 ] | [ 40 ] | [ 32 ] | [ 41 ] | [ 32 ] | [ 42 ] | [ 43 ] | [ 43 ] | [ 43 ] | [ 44 ] | [ 28 ] | [ 45 ] | [ 46 ] | [ 47 ] | [ 47 ] | [ 47 ] | [ 48 ] |

Ort Bad Berneck i.Fichtelgebirge
| Jahr      | 001818 | 00 1819 | 001861 | 001871 | 001885 | 001900 | 001925 | 001950 | 001961 | 001970 | 001987 |
| Einwohner | 1092 * | 1024    | 1139   | 1250   | 1301   | 1346   | 1804   | 3374   | 3175   | 3235   | 3047   |
| Häuser    | 136 *  |         |        |        | 168    | 187    | 239    | 356    | 472    |        | 685    |
| Quelle    | [ 26 ] | [ 49 ]  | [ 33 ] | [ 35 ] | [ 38 ] | [ 40 ] | [ 42 ] | [ 44 ] | [ 28 ] | [ 45 ] | [ 46 ] |

## Politik

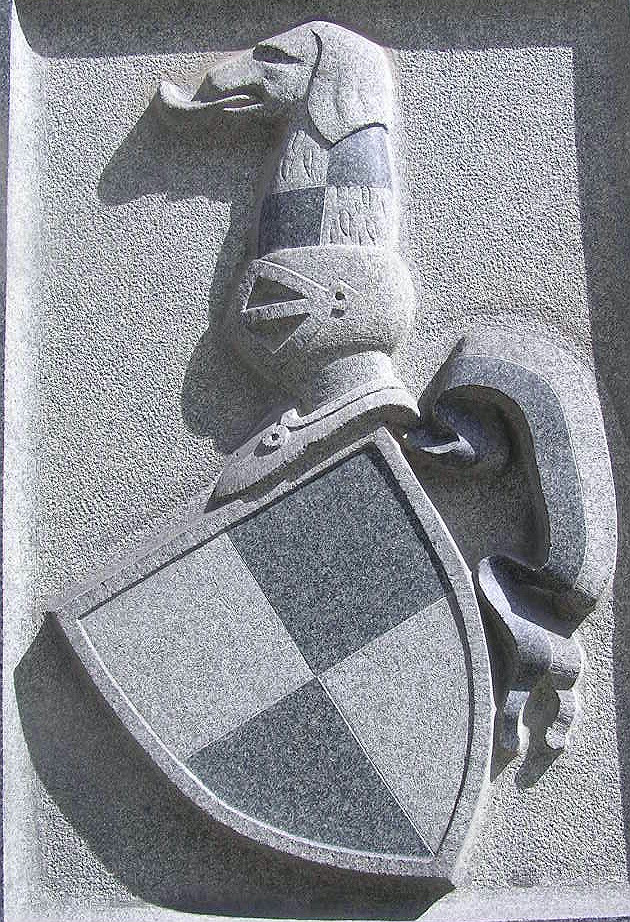
Wappen am Rathaus

### Stadtrat
Der Stadtrat hat 16 Mitglieder. Sitzverteilung (Stand November 2020):
- SPD 5
- CSU 7
- FWG 3
- Grüne 1

Bürgermeister ist Jürgen Zinnert (SPD), Zweiter Bürgermeister Robert Fischer (CSU).

### Wappen und Flagge
Wappen
| | Blasonierung: „Geviert von Silber und Schwarz.“ |
| Wappenbegründung: Der Zeitpunkt der Stadterhebung lässt sich auf die Jahre zwischen 1350 und 1357 eingrenzen. Aus der Zeit um 1360 stammt ein Siegel mit der Umschrift „S. VNIVERSITATIS CIVIVM DE BERNECK“ mit dem gevierten Zollernschild mit Helm und Brackenkopf als Helmzier. Berneck war seit 1341 im Besitz der zollerischen Burggrafen von Nürnberg. In einem Siegel aus dem 15. Jahrhundert ist der Schild ohne Helm und Helmzier dargestellt. Im Schrifttum des 17. und 18. Jahrhunderts und in den Dienstsiegeln von 1836 ist wieder das Vollwappen mit Helm und Helmzier zu sehen. Aus dem Jahr 1581 ist eine einmalige Variante als farbige Abbildung überliefert. In den silbernen Vierteln befindet sich je eine silberne Schrägleiste, auf der ein rot bezungter schwarzer Bär emporsteigt. Von 1819 bis 1836 musste die Zollernvierung in den bayerischen Landesfarben Weiß und Blau umtingiert werden. Seit dem 14. Jahrhundert |                                                 |

Flagge
Die Gemeindeflagge ist schwarz-weiß.

### Städtepartnerschaft
- Es besteht eine Städtepartnerschaft mit Habartov in Tschechien.

## Sehenswürdigkeiten

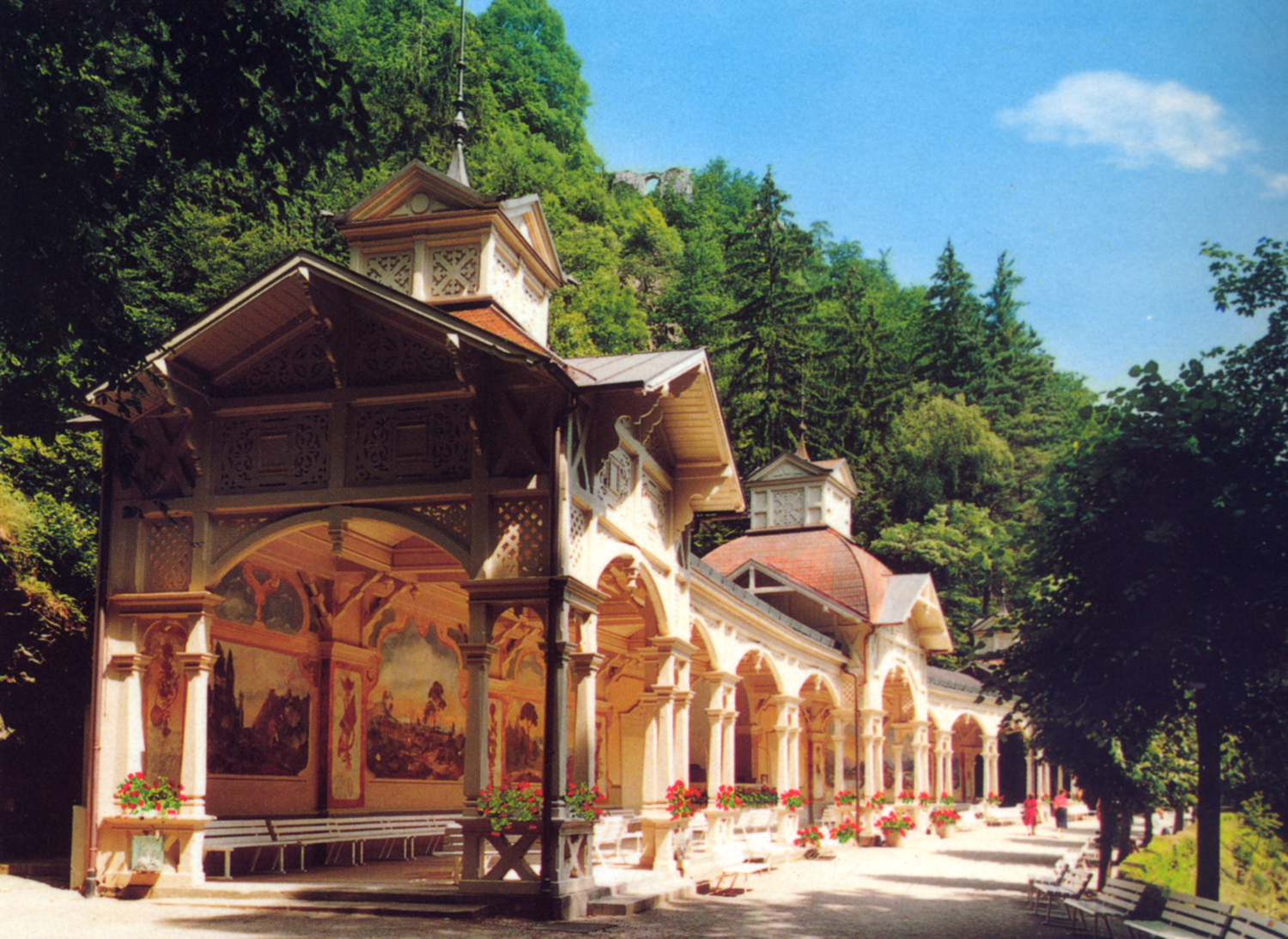
Kurpark mit der Neuen Kolonnade

- Ruinen des hochmittelalterlichen Alten Schlosses (13. Jahrhundert).
- Ruinen der spätmittelalterlichen Burgruine Hohenberneck und der Marienkapelle (14. Jahrhundert)
- Die frühe Turmburg Alt-Berneck (11. Jahrhundert)
- Dendrologischer Garten im Rotherspark mit Bäumen aus aller Welt
- Marktplatz mit historischen Fachwerkhäusern des 18. und 19. Jahrhunderts
- Kurpark mit der 1899 errichteten Neuen Kolonnade. Im Stil der damaligen Bäderarchitektur nach Entwürfen des Fürther Architekten Adam Egerer gestaltet entstand das 45 m lange, 40.000 Mark teuere Bauwerk gegenüber der alten Kolonnade.[21]
- Die Romantikbühne am Schlossturm.
- Evangelische Kirche Zur Heiligen Dreifaltigkeit. Klassizistischer Saalbau (1796–1800), Westturm 16. Jahrhundert, Mosesfigur von Elias Räntz.

## Kultur
- Fränkischer Theatersommer: Theater, Chansons, Kabarett, Literatur und anderes in den Sommermonaten an wechselnden Veranstaltungsorten
- KuKuK: Kunst und Kultur im alten Kindergarten. Wechselnde Veranstaltungen mit dem Schwerpunkt Brauchtum im Fichtelgebirge.
- Kunststraße: In den Sommermonaten wechselnde Ausstellungen in den Schaufenstern der Stadt
- Brezenwochen: Von Mitte Januar bis Anfang März gibt es abwechselnd bei den sechs Brezenwirten fränkische Spezialitäten und auch international exotische Gerichte.

Feste und Veranstaltungen
- Stadelkerwa Rimlas
- Westernfest Escherlich
- Sommernachtsfest
- Burgenfest

## Wirtschaft und Infrastruktur

### Wirtschaft
Größter Arbeitgeber der Stadt ist die Frenzelit GmbH mit weltweit rund 480 Mitarbeitern. Die Firma ist im Besitz der Familie Wagner und produziert Dichtungsmaterialien, technische Textilien und Kompensatoren.
Zweitgrößter Arbeitgeber war die Reitz-Gruppe mit rund 200 Mitarbeitern in Bad Berneck (rund 500 Mitarbeiter gesamt). Mit ihren Marken Popp, düwi und Schwaiger produzierte sie Elektroartikel. Die Reitz-Gruppe stellte am 18. Februar 2009 Insolvenzantrag.
Die Firma Hartsteinwerke Schicker betreibt nahe der Altstadt, jenseits des Höhenzugs Hohe Warte–Kirchleite, seit 1927 einen hochtechnisierten Steinbruch.
Wichtiger Wirtschaftsfaktor ist der Wander- und Gesundheitstourismus. Ein ausgedehntes Wander- und Radwegenetz mit Anschluss an überregionale Strecken wie den Fränkischen Gebirgsweg, den Burgenweg, den Main- und den Saale-Radwanderweg ist Basis für einen sanften Wandertourismus.

### Verkehr

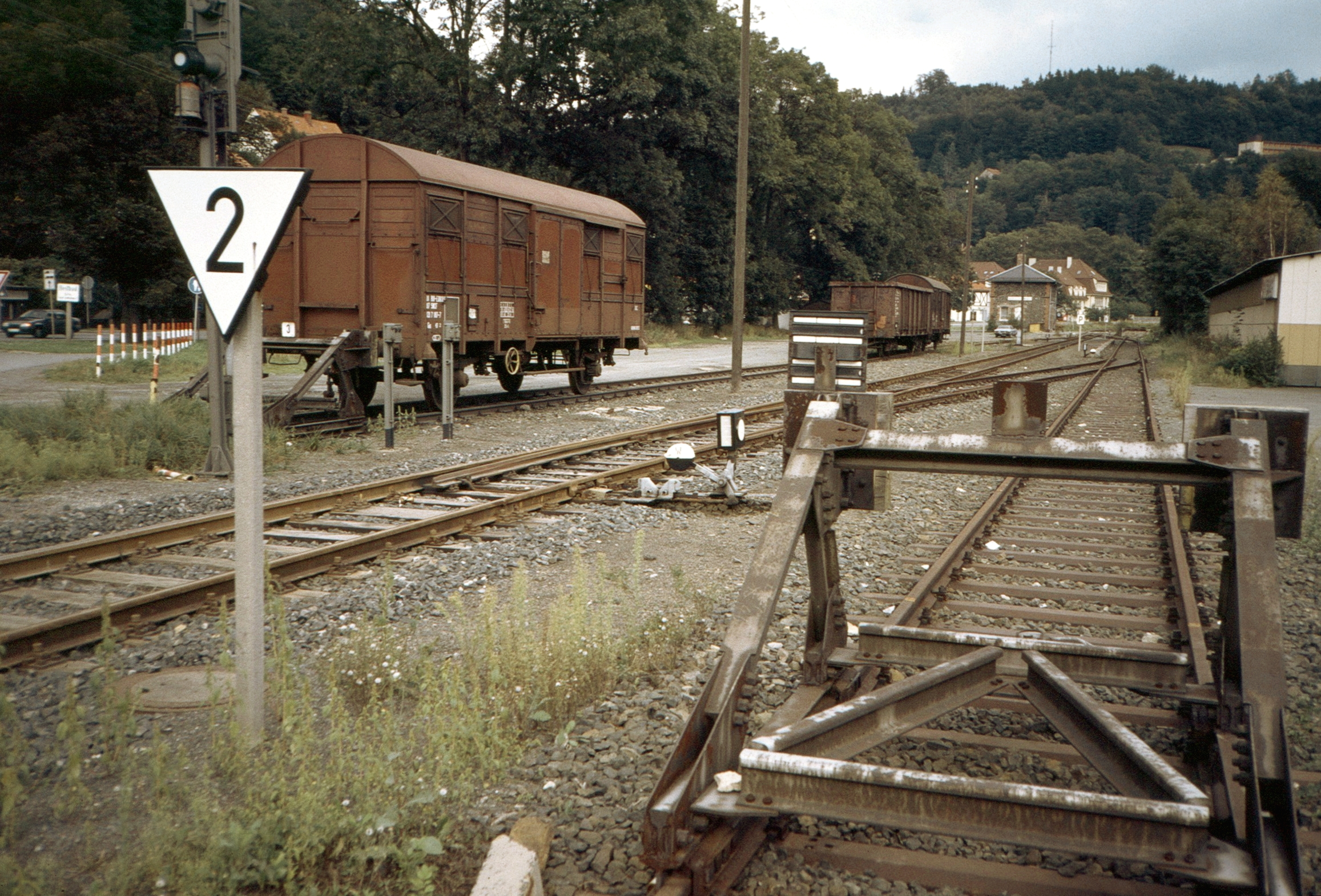
Der am 31. Dezember 1993 endgültig stillgelegte Bahnhof Bad Berneck (1987)

#### Individualverkehr
Durch Bad Berneck verlief die Bundesstraße 2, die in diesem Abschnitt 2015 zur Kreisstraße BT 48 abgestuft wurde. Im Süden des Stadtgebiets teilt sie sich auf einer Länge von ca. 220 m die Trasse mit der Bundesstraße 303 und schwenkt dann als Staatsstraße 2460 nach Süden ab. Über die B 303 wird die rund 5 km entfernte Anschlussstelle Bad Berneck/Himmelkron der Autobahn A 9 und von dort, über das nahe Autobahndreieck Bayreuth/Kulmbach, die A 70 erreicht.
Bad Berneck liegt am grenzüberschreitenden Radfernweg Euregio Egrensis.

#### Öffentlicher Verkehr
Am 28. November 1896 erreichte, vom Abzweig Schlömen der Bahnstrecke Bayreuth–Neuenmarkt-Wirsberg kommend, die Eisenbahn Berneck. Knapp zwei Jahre lang blieb der Bahnhof Berneck Endpunkt der 1898 nach Bischofsgrün verlängerten Strecke. Als Folge der Erweiterung des Ortsnamens wurde nach 1950 die Bahnhofsbezeichnung in Bad Berneck geändert. Der Personenverkehr auf der gesamten Strecke – deren Züge stets im Bahnhof Neuenmarkt-Wirsberg begannen und endeten – wurde am 26. Mai 1974 eingestellt; am 22. Juli 1992 endete in Bad Berneck auch der Güterverkehr auf der Schiene.
Die nächsten Bahnhöfe sind Marktschorgast und Neuenmarkt-Wirsberg sowie im überregionalen Verkehr Bayreuth Hauptbahnhof. Die Stadt ist eingebunden in das Verkehrsnetz der Metropolregion Nürnberg. Der Zentrale Busbahnhof befindet sich an der Einmündung der Bahnhofstraße (Kreisstraße BT 48) in die B 303.

### Bildung
In Bad Berneck befindet sich die Sebastian-Kneipp-Volksschule (Grund- und Mittelschule), die zum dritten Mal in Folge (2010/11/12) für ihr Engagement in der Umweltbildung mit dem Titel „Umweltschule in Europa“ ausgezeichnet wurde. Des Weiteren gibt es eine Volkshochschule, zwei Kindergärten, zwei Kinderkrippen und einen Kinderhort. Das Kneipp- und Gesundheitshaus bietet als Mitglied des Kneipp-Bundes eine Ausbildung zum Kneipp’schen Gesundheitsberater an.

## Persönlichkeiten

### Söhne und Töchter der Stadt

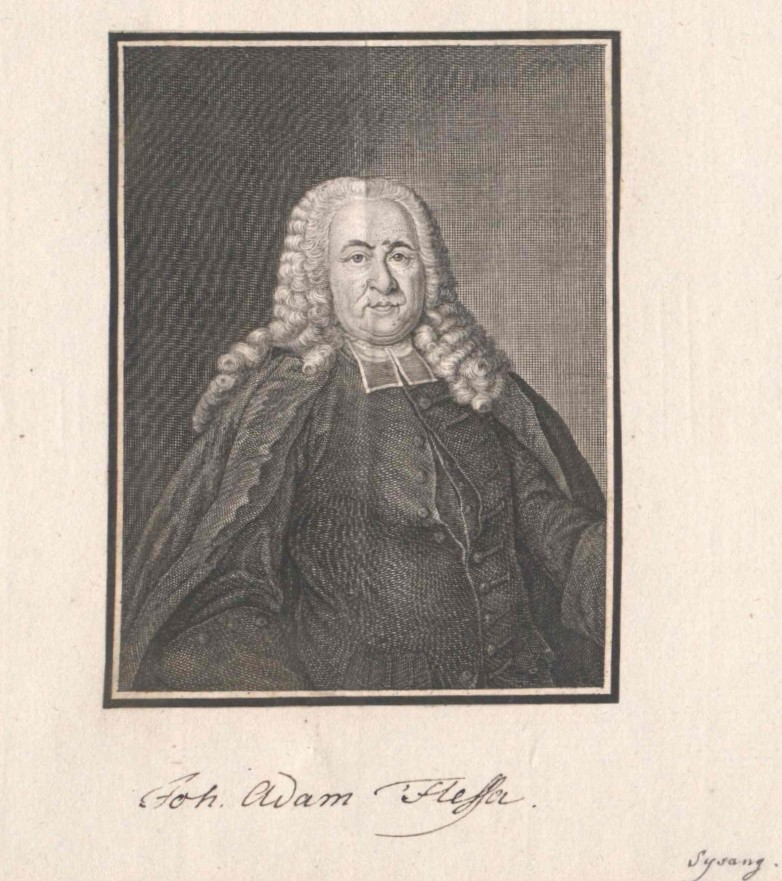
Johann Adam Flessa

- Johannes von Wallenrode (1370–1419), Erzbischof von Riga, Bischof von Lüttich, Deutschordensdiplomat und Königlicher Rat
- Georg Heinrich Bümler (1669–1745), Opernsänger und Kapellmeister
- Johann Adam Flessa (1694–1775), evangelisch-lutherischer Geistlicher und Pädagoge
- Adolf Köberle (1898–1990), evangelischer Theologe
- Carl Heidenreich (1901–1964), deutsch-amerikanischer Maler
- Simon Nüssel (1924–2015), Politiker (CSU und Bayernpartei), 1987–1990 bayerischer Staatsminister
- Carl Zimmerer (1926–2001), Staats- und Sozialwissenschaftler, Volkswirt und Unternehmer
- Hermann Kleinknecht (1943–2024), Zeichner, Bildhauer, Installationskünstler, Maler, Fotograf und Filmemacher.
- Armin Grün (* 1944), Geodät und Hochschullehrer
- Erich Rathfelder (* 1947), Journalist und Autor
- Bernd Scheffer (* 1947), Literaturwissenschaftler
- Sepp Buchegger (* 1948), Karikaturist
- Manfred Nüssel (* 1948), CSU-Politiker und Präsident des Deutschen Raiffeisenverbandes

### Persönlichkeiten, die in Bad Berneck gelebt und gewirkt haben
- Alexander von Humboldt (1769–1859), Oberbergrat im Bergamt Goldkronach von 1793 bis 1796, wohnte in Goldmühl
- Ludwig Körbitz (1809–1882), Apotheker, Bürgermeister, Landtagsabgeordneter
- Ulrike Marie Meinhof (1934–1976), Journalistin der radikalen Linken und spätere Terroristin, Mitbegründerin der Rote Armee Fraktion (RAF), lebte von 1945 bis 1946 in Bad Berneck